# 共融經濟

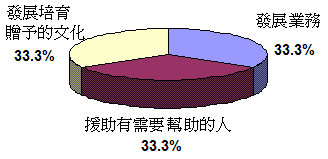
共融經濟下的利潤分配

共融經濟的宗旨是商業機構按三個目標來分配他們的利潤。
- 三分之一是發展業務，作為再投資予商業活動、持續發展的經費，
- 三分之一是給為窮人，援助有需要幫助的人，
- 三分之一是培育那些參與共享與共融的男女，傳遞施予和愛的文化。

## 起源
上世紀七、八十年代，發展中國家急速發展，社會貧富差距加大，財富不均造成社會分化，面對國家的貧富懸殊日益嚴重，以及因而產生仇視現象，窮人敵視有錢人；有錢人漠視窮人。普世博愛運動的創始人盧嘉勒女士相信要製造另一股和諧力量回應這種「敵對和報復」的風氣，當中包括一些消除貧富懸殊的計劃。一九九一年，盧嘉勒女士在巴西聖保羅開展「共融經濟」計劃，以回應貧富懸殊的現象。與著重『擁有』的消費者經濟不同，共融經濟是著重『付予』的經濟。

## 共融經濟的理念
共融經濟不僅注重幫助別人，而且更重視建立良好的關係。經濟的共融能夠藉著發展業務所得的利潤幫助有需要的人。而且他們更著重公司如何對待自己的員工和社會。共融經濟的目標是：「通過改變當今世界，共同創造美好的明天」。透過耐心聆聽和誠懇的態度，以表達對別人的欣賞及包容與自己持不同意見的人，社會文化會隨著變遷而改變，建立更美好的社會、更高質素的生活。

## 數據資料
直至2010年，在世界各地已經超過700間企業推行共融經濟。